# 反応機構
化学において、反応機構（はんのうきこう、英: Reaction mechanism）は、全体の化学的変化を起こす段階を追った一続きの素反応である。
反応機構は全体の化学反応の各段階で起こることを詳細に記述しようと試みる理論的な推論である。反応の詳細な段階はほとんどの場合において観測不可能である。推測反応機構はそれが熱力学的にもっともらしいという理由で選ばれ、単離した中間体または反応の定量的および定性的特徴から実験的に支持される。反応機構は個々の反応中間体、活性錯体、遷移状態や、どの結合が（どの順番で）切れるか、どの結合が（どの順番で）形成されるか、も記述する。完全な機構は反応物と触媒が使われた理由や、反応物および生成物で観察される立体化学、全ての生成物とそれぞれの量、についても説明しなければならない。

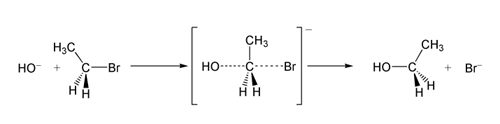
S_{N}2反応機構。角括弧中の負電荷を持つ遷移状態は問題となっている中心の炭素原子が5つの結合を持ち、不安定な状態である。

反応機構を図示するために矢印を使った反応機構描画法が頻繁に使われる。
反応機構は分子が反応する順番についても説明しなければならない。大抵、単段階変換に見える反応は実際には多段階反応である。

## 単純反応
化学反応のうち、途中に反応中間体を経ずに直接に最終生成物が生じる反応を単純反応(たんじゅんはんのう)という。単純反応の代表的な例としてはSN2反応が知られている。
{\displaystyle {\rm {RCH_{2}X+Nu^{-}\longrightarrow NuCH_{2}R+X^{-}}}}
SN2反応反応においては反応速度がそれぞれ求電子剤 RCH2X、求核剤 Nu- それぞれの濃度に比例する。この実験事実はSN2反応反応が単純反応であることと矛盾しない（ただし単純反応でなくともこのようになる可能性はある）。またSN2反応反応ではワルデン反転が起こる。これを説明するには、SN2反応の遷移状態において求核剤 Nu- は求電子剤の炭素に対して反応で脱離する基Xの反対側から結合を生成しなければならない。このように一般的に正しいと考えられている反応機構は反応速度式や立体特異性といった実験事実を矛盾無く説明できるようなものである。

## 複合反応
大部分の化学反応は途中に反応中間体を生じる多段階の反応である。このような反応を複合反応（ふくごうはんのう）という。複合反応はいくつかの単純反応の組み合わせとして記述できる。この複合反応の各段階を構成する単純反応を素反応（そはんのう）という。例えばtert-ブチルアルコールを濃塩酸と反応させるとSN1反応が起こり、2-クロロ-2-メチルプロパンとなる。
{\displaystyle {\rm {(CH_{3})_{3}C-OH+HCl\longrightarrow (CH_{3})_{3}C-Cl+H_{2}O}}}
このSN1反応反応が単純反応でないことは反応速度が塩酸の濃度に依存しないことから分かる。実際にはこのSN1反応は-OH基へのプロトンの付加、水の脱離によるカルベニウムイオンの生成、塩化物イオンの付加による2-クロロ-2-メチルプロパンの生成の3つの素反応からなる。
{\displaystyle {\rm {(CH_{3})_{3}C-OH+HCl\longrightarrow (CH_{3})_{3}C-O^{+}H_{2}+Cl^{-}}}}
{\displaystyle {\rm {(CH_{3})_{3}C-O^{+}H_{2}\longrightarrow (CH_{3})_{3}C^{+}+H_{2}O}}}
{\displaystyle {\rm {(CH_{3})_{3}C^{+}+Cl^{-}\longrightarrow (CH_{3})_{3}C-Cl}}}
この中で最終的に2-クロロ-2-メチルプロパンに変換される始めの2つの段階の生成物tert-ブチルアルコールのプロトン付加体とカルベニウムイオンが反応中間体である。

## 反応中間体
反応中間体を捕捉することは反応機構の推定において最も重要な鍵となる。しかし多くの場合、反応中間体は後続する反応によって消費されるため反応系内に存在する濃度は通常かなり低く、また反応性に富む不安定な物質であるため単離精製して取り出すことは困難である。
そのため各種の分光法による直接観測や立体障害などで後続の反応を妨害することによる安定化、反応中間体と選択的に反応する試薬によるトラップなどによる捕捉によって存在を示すことが行なわれる。
また実験的に捕捉できない反応中間体についても反応速度のハメット則などへの依存性や同位体効果による反応速度への影響、計算機化学実験による反応過程のシミュレーションなどによって存在の推定が行なわれる。また、これらの手法は反応中間体が存在しないことの推定にも利用される。
例えばカルベニウムイオン中間体であれば、カチオン中心近傍への電子供与性基の導入による反応速度の増加、隣接するアルキル基上の水素の重水素への置換による超共役の減少に伴う反応速度の減少といったことから存在が推定され、さらに超強酸の存在下で核磁気共鳴分光法で直接観測が可能である。
反応中間体の種類によって反応の分類を行なうことがしばしば行なわれる。例えばイオン性の中間体を生成する反応はイオン反応、ラジカル中間体を生じる反応はラジカル反応に分類される。反応中間体が存在せずに複数の結合が協奏的に生成・開裂する反応はペリ環状反応に分類される。

## 結合の生成、開裂する位置
結合の生成、開裂する位置の研究においては、出発物質中の一部の原子を同位体で置換したものを用いることがある。例えばエステルの塩基による分解反応ではそのままではエステルの2つの炭素-酸素結合のうちどちらが開裂したのか、そのままでは分からない。
{\displaystyle {\rm {RC(=O)-O-R'+NaOH\longrightarrow R(C=O)-ONa+HO-R'}}}
しかし、エステルの酸素原子を同位体置換した基質を用いてこの反応を行なうと生成物のアルコールの酸素原子だけが同位体置換されて得られてくる。
{\displaystyle {\rm {RC(=O)-O^{*}-R'+NaOH\longrightarrow R(C=O)-ONa+HO^{*}-R'}}}
このことからカルボニル炭素-酸素結合が開裂していることが分かる。

## 遷移状態
遷移状態は化学反応が進行する際の自由エネルギーの極大の位置にあたる。そのため直接の観測は困難であるため、実験事実から推定や計算機化学によるシミュレーションでその構造が推定されている。
例えばα位に置換基を持つカルボニル化合物への求核剤の反応ではクラム則が成立し、そのことから遷移状態の立体配座の推定がなされた。その後、より詳細な立体選択性に関する知見の集積と計算機シミュレーションによる結果からフェルキン-アーンのモデルをはじめとするさまざまな遷移状態が提案されている。

## 化学反応論
多くの化学反応の反応機構を統一的に説明するために化学反応論が形成されてきた。有機電子論は反応系の電子の動きに焦点を当てて化学反応を説明するものであり、多くのイオン性の反応機構がこれで説明できる。一方、フロンティア軌道理論、ウッドワード・ホフマン則はその電子が属する軌道に焦点を当てて化学反応を説明するものであり、有機電子論で説明が困難であったペリ環状反応の機構の説明を可能とした。